# Piritiba (kommun)
Piritiba är en kommun i Brasilien.   Den ligger i delstaten Bahia, i den östra delen av landet, 900 km nordost om huvudstaden Brasília. Antalet invånare är 22 411.
Följande samhällen finns i Piritiba:
- Piritiba

Omgivningarna runt Piritiba är huvudsakligen savann. Runt Piritiba är det glesbefolkat, med 20 invånare per kvadratkilometer.